# Bashir Saleh
Bashir Salah Bashir  (1946, Traghan, districtul Murzuk Libia), este un înalt funcționar public și diplomat libian.

## Cariera
Fiul unei asistente medicale, el provine din tribul arab Beni Miskine. A studia la aceeași școală cu Muammar Gaddafi, cu 4 ani mai în vârstă decât el. Profesor de biologie si de matematica la liceul din Murzuk, el este un membru al opoziției la monarhia lui Idris⁠(d) I . După lovitura de stat din 1969,  Consiliul Revoluției are nevoie de noi elite. Bashir Salah se alătură apoi Uniunii Socialiste Arabe și urcă rapid: în 1974, a fost ales guvernator al regiunii sale Murzak, care îi permite să se cunoască cu Gaddafi și în 1976, el a fost numit ambasador în Republica Centrafricană, unde a învățat limba franceză. Devine interlocutorul privilegiat în Africa Occidentală și în Franța, cu care încearcă și reușește o apropiere și acționează ca intermediar în timpul crizei dintre cele două țări, în special în Ciad, în timpul luării ca ostatici a ofițerului de informații Pierre Galopin și a Françoisei Claustre · . A fost, ulteriorl, ambasador în Tanzania și apoi în Algeria. În 1986, el a devenit guvernator al provinciei Fezzan , și apoi secretar pentru relații externe al Congresului. Este considerat unul dintre cei mai puternici oameni ai regimului.
În 1994, el a revenit la Ministerul Afacerilor Externe, în calitate de șef de protocol. În 1998, Muammar Gaddafi l-a ales ca director al său de cabinet. Potrivit jurnalistului François Sudan, el a reușit să "facă logice și raționale discursurile și deciziile  cele mai neverosimile" ale șefului statului. Din această poziție strategică, el conduce, de asemenea, comunicarea libiană cu partide și mass-media străine, în special în Africa. În acest deceniu, în care Libia este supusă unei blocade aeriene din cauza rolului său în atentatul de la Lockerbie⁠(d), Bashir Salah se va întâlni cu șefii de stat străini la granița tunisiană, unde aterizau și, în timpul călătoriei până la Gaddafi încheia relații de prietenie aceștia, asigurându-și o vastă rețea internațională. Acest lucru l-a ajutat în special pentru a apăra proiectul urmărit de Gaddafi 1998 de a crea Statele Unite ale Africii, Bashir Salah, devenind pivotul creării Uniunii Africane în anul 2000, care a înlocuit ineficienta Organizație a Unității Africane. În urma deselor deplasări diplomatice, el este numit în străinătate " Negrul lui Gaddafi ".
Participă la reconcilierea Libiei cu Occidentul de la începutul anilor 2000  (scrie un mesaj de susținere lui George W. Bush în "[războiul împotriva terorismului]]", după atacurile de la 11 septembrie 2001 și apoi este trimis de către Gaddafi pentru a se întâlni cu Silvio Berlusconi și José María Aznar pentru a-i solicita să pledeze cazul Libiei în Statele Unite). Asta i-a adus dușmănii și invidii în rândul ierarhilor regimului, dar, în cele din urmă, Libia adoptă un plan de demontare a armelor de distrugere în masă și au fost refăcute relațiile diplomatice cu Statele Unite ale Americii în 2009.
Între 2006 și 2009, prezidează " Libyan African Investment Portfolio", un fond de investiții de 8 miliarde de dolari, ceea ce îi dă o anvergură internațională, dar și critici, mai ales Saïf al-Islam Kadhafi și a Primului  ministru Baghdadi Mahmoudi (este acuzat că este "omul francezilor" în dauna intereselor Libiei, ceea ce îl face să părăsească această funcție. Se retrage la ferma sa situată la 40 km de Tripoli.
La 24 noiembrie 2021, Înalta Comisie Electorală Libiană (HNEC) a invalidat candidatura prezidențială a lui Bashir Saleh.

## Războiul civil libian în 2011
Fidel lui Mouammar Kadhafi în timpul războiului civil, întreprinde numeroase demersuri diplomatice pentru a găsi susținere din partea țărilor vecine. După căderea capitalei Tripoli, are domiciliu foțat și vede moartea lui Gaddafi la televizor.
Este exfiltrat în secret de Direcția Centrală de Informații Interne franceză și ajunge la Paris.
Când vede că prietenul său, președintele Nicolas Sarkozy, pierde alegerile, se refugiază mai întâi în Senegal, apoi în Africa de Sud, la prietenul și mentorul său, președintele Jacob Zuma. 
Începând cu 2013, se află în Africa de Sud cu o parte din familie. În primăvara aceluiași an, guvernul libian emite un mandat internațional de arestare pe numele lui Bashir Saleh, acuzaându-l de deturnare de fonduri. Interpolul difuzează acest mandat.
În 2017 el își manifestează intenția de a juca pe viitor un rol politic în Libia. Dorința sa de a sluji din nou în politică este confirmată de interviurile pe care le acordă publicațiilor Le Monde și Jeune Afrique⁠(d) la sfârșitul lui septembrie 2017. 
Bashir Saleh susține, într-un interviu la canalul TV France 24 în 12 septembrie 2017, că vrea să îi reconcilieze pe libieni și nu respinge ideea de a candida la funcția de președinte.